# Lars Paaske
Lars Paaske (født 18. januar 1976) er en dansk tidligere badmintonspiller, som senest spillede for Greve Strands Badmintonklub (GSB). Han hørte gennem mange år verdenstoppen i herredouble sammen med makkeren Jonas Rasmussen, idet parret blandt andet vandt VM i 2003 og BWF Super Series-turneringer som Denmark Open i 2004 og 2006 samt All England i 2010.
Paaske har spillede også for klubberne Ølstykke Badminton Club, Skovshoved Badminton, BSV Friedrichshafen og Københavns Badminton Klub.

## International karriere
Lars Paaske fik sit internationale gennembrud i herredouble sammen med Martin Lundgaard Hansen. Sammen vandt de Danish Open i 1999 og 2001. 
I 2002 blev Lars Paaske makker med Jonas Rasmussen. I 2003 vandt parret VM-guld i Birmingham, hvilket var det første danske VM-guld i herredouble i tyve år. Samme år opnåede Lars Paaske og Jonas Rasmussen et historisk resultat ved at vinde titlen i herredouble i China Open som de første europæere. De følgende 12 måneder var Lars Paaske og Jonas Rasmussen nr. 1 på verdensranglisten. 
Lars Paaske har især på national grund været velspillende, hvilket han beviste ved igen at vinde sin tredje og fjerde titel i herredouble i Denmark Open i 2004 og 2006, sammen med Jonas Rasmussen. I 2008 og 2010 blev Paaske og Rasmussen europamestre i herredouble.

## Landsholdet
På landsholdet har Paaske har siden 2000 spillet 31 landskampe (pr. 2008). Sammen med Jonas Rasmussen har han ikke (pr. 2008) tabt en kamp, når parret har repræsenteret de danske farver ved Thomas Cup og Sudirman Cup.[kilde mangler]

## Olympiske lege
Lars Paaske har tre gange deltaget i OL. Første gang var i 2000 i Sydney sammen med Martin Lundgaard, hvor de blev elimineret i anden runde, og i 2004 i Athen spillede han sammen med Jonas Rasmussen, og også her blev anden runde endestationen. Bedst gik det ved OL 2008, hvor Paaske og Rasmussen tabte i semifinalen og derpå tabte kampen om bronze.

## Individuelle resultater
Følgende resultater drejer sig om individuelle turneringer, hvor Lars Paaske har deltaget i herredouble sammen med Martin Lundgaard (til 2002) og siden sammen med Jonas Rasmussen.
Vinder
- Denmark Open 1999
- Denmark Open 2001
- German Open 2002
- China Open 2003
- Denmark Open 2004
- Denmark Open 2006
- Japan Super Series 2008
- All England 2010

Øvrige finaledeltagelser
- Singapore Open 2003
- All England Open 2005
- Thailand Open 2005
- Denmark Open 2005
- Singapore Open 2006
- Chinese Taipei Grand Prix Gold 2007
- Malaysia Open 2008

Internationale mesterskaber
- VM 2003 – guld
- VM 2006 – bronze
- EM 2008 – guld